# دانيال أوين
دانيال أوين (بالإنجليزية: Daniel Owen)‏ هو قاضي وسياسي أمريكي، ولد في 1732، وتوفي في 21 أكتوبر 1812.